# هيني ويبر
هيني ويبر (بالألمانية: Heinrich Weber)‏ هو مصارع هاوي ألماني، ولد في 2 نوفمبر 1923 في نويماركت إن در أوبرفالتس في ألمانيا، وتوفي في 27 أبريل 2010.

## وصلات خارجية
- هيني ويبر على موقع قاعدة بيانات المصارعة الدولية (الإنجليزية)
- هيني ويبر على موقع اللجنة الأولمبية الدولية (الإنجليزية)
- هيني ويبر على موقع أوليمبيديا (الإنجليزية)